# Olivier Martinez
Olivier Martinez, född 12 januari 1966 i Paris, är en fransk skådespelare, en av hans filmer är Before Night Falls från år 2000. Han har varit ihop med den australiska sångerskan Kylie Minogue. Mellan 2013 och 2016 var han gift med den amerikanska skådespelerskan Halle Berry. Tillsammans har de en son född 2013.

## Filmografi (urval)
- 2000 - Before Night Falls
- 2002 - Unfaithful
- 2003 - S.W.A.T.
- 2004 - Taking Lives
- 2007 - Blood & Chocolate
- 2013 - The Physician
- 2020 - Mosquito State